# Туро (Пјаченца)
Туро је насеље у Италији у округу Пјаченца, региону Емилија-Ромања.
Према процени из 2011. у насељу је живело 214 становника. Насеље се налази на надморској висини од 85 м.